# Meridiastra modesta
Meridiastra modesta is een zeester uit de familie Asterinidae.
De wetenschappelijke naam van de soort werd in 1870 gepubliceerd door Addison Emery Verrill.